# Wohl dem, der lügt
Wohl dem, der lügt ist eine Kriminalkomödie des Deutschen Fernsehfunks von Wolfgang Luderer aus dem Jahr 1962.

## Handlung
In der Einleitung wird der Zuschauer darauf hingewiesen, dass das folgende Spiel alles andere als erdacht ist. Die agierenden Personen tragen keine Namen, sondern werden nur mit ihrer Stellung und ihren Posten bezeichnet. Sollte man jedoch eine Ähnlichkeit mit tatsächlichen Personen erkennen, ist das kein Zufall, denn das Spiel ist Wirklichkeit in den Jahren 1959 bis 1962.
In der Bundesrepublik Deutschland: Ein Generaldirektor zitiert den Chefredakteur und einen Redakteur des Generalanzeigers zu sich, um mit ihnen abzusprechen, dass am nächsten Morgen auf der ersten Seite der Zeitung ein diffamierender Artikel über den Manager zu erscheinen hat, um diesen fertigzumachen, da er ihm geschäftlich in die Quere kam. Nach dem Erscheinen des Artikels erstattet dieser daraufhin eine Anzeige beim Gericht, in der er dem Generaldirektor sittliche Verfehlungen und Kuppelei vorwirft. Deshalb trifft er sich mit einer jungen Frau, die einst mit dem Generaldirektor intim verkehrte und die jetzt als Zeugin dienen soll. In einem Flurgespräch des Gerichts erläutert der Oberstaatsanwalt dem Staatsanwalt, dass diese Verhandlung am besten nicht stattfinden solle. Der Manager setzt aber mit Hilfe eines Schreibens des Bischofs die Durchführung der Gerichtsverhandlung beim Oberstaatsanwalt durch.
Etwa zur gleichen Zeit stellt ein Kommissionär dem Generaldirektor einen Architekten vor, der ihm ein Geschäft vorschlagen will. Es geht um den Bau einer Wohnsiedlung für die in Deutschland stationierten Soldaten der United States Army. Der Generaldirektor will sich erst nicht darauf einlassen. Als er jedoch hört, dass sich das investierte Kapital im Laufe eines Jahres verzehnfachen soll, wird er aber doch hellhörig. Der Architekt will mit ihm eine Finanzierungsgesellschaft gründen, wozu er das Projekt und der Generaldirektor das Geld einbringen soll. Der Minister hört beim Generaldirektor von dem Geschäft und möchte mit ihm halbe-halbe machen. Anschließend verschwindet der Minister zum Vergnügen zu dem vom Generaldirektor organisierten leichten Mädchen.
In einem erneuten Gespräch mit dem Kommissionär und dem Architekten erklärt der Generaldirektor, dass er sich doch nicht an der Finanzierungsgesellschaft beteiligen will, weshalb ein Makler diese Aufgabe übernehmen wird, der aber 75 % des Gewinns für sich in Anspruch nimmt. Der Generaldirektor wird ein Empfehlungsschreiben des Ministers in die Wege leiten, welches der Architekt persönlich bei diesem beantragen kann und dort auch schnellstens im Sekretariat abholt. Damit die bevorstehende Gerichtsverhandlung gegen den Generaldirektor sich nicht negativ auf das gemeinsame Geschäft auswirken kann, erklären sich die neuen Partner bereit, entsprechend auf die Zeugin und den Manager einzuwirken.  Als der Minister erfährt, dass er gemeinsam mit dem Generaldirektor nur mit 25 Prozent am Gewinn beteiligt ist, gerät er in Wut, will aus dem Geschäft aussteigen und fordert das Empfehlungsschreiben zurück. Darauf wollen sich aber die Geschäftspartner der Finanzierungsgesellschaft nicht einlassen. Auch der Generaldirektor wird von diesen mit Nachdruck aufgefordert, seine vertraglich vereinbarten Pflichten, zu denen auch die Unterstützung durch den Minister gehört, zu erfüllen.
In dieser Zeit wird die Gerichtsverhandlung gegen den Generaldirektor eröffnet, bei der auch der Manager als Zeuge aussagt. Neben den Aussagen zu seiner Klage kam auch eine andere Geschichte zur Sprache. Einige Zeit nach seiner Erstattung der Anzeige wünschte ihn ein Herr zu sprechen, der behauptete, er rufe im Auftrag des Generaldirektors an, der ihn bat, wegen eines anstehenden großen Geschäfts die Klage zurückzuziehen. Um von seiner eigenen Beteiligung abzulenken, bringt nun der Generaldirektor über seinen Verteidiger eine Fotografie des Ministers mit zwei nackten Frauen ins Gespräch, welche der Manager aber nicht gesehen hat. Auf diesem Weg wird nun der Minister zum Thema. Der Generaldirektor wird zu vier Monaten Gefängnis verurteilt, wogegen er jedoch Berufung eingelegt hat.
Durch die nun entstandene Aufregung spricht der Minister jetzt wieder mit dem Generaldirektor, und gemeinsam suchen sie nach einem Weg, wie sie aus der Geschichte herauskommen. Vor allen Dingen darf keiner erfahren, dass der Minister am Gewinn des geplanten Wohnungsbaugeschäfts finanziell beteiligt sein sollte, obwohl der Generaldirektor immer wieder behauptet hat, die 25 Prozent noch teilen zu müssen. Dafür soll jetzt der Kommissionär herhalten. Der Architekt und der Makler haben sich jetzt mit dem Manager zusammengetan, um sich am Generaldirektor zu rächen, was aber nur mit dem Fall des Ministers, seines großen Unterstützers, möglich ist. Der Zeitungskönig kann, gegen seine ursprüngliche Einstellung, davon überzeugt werden, in allen seinen Zeitungen, Zeitschriften und Magazinen seines Konzerns über die Bereicherungsabsichten des Ministers auf Kosten des Staates zu berichten. Es soll aber mit keinem Wort dessen Rücktritt gefordert werden, damit es demokratisch aussieht.
Der Sekretär des Bundeskanzleramtes informiert den Generaldirektor, dass dort beschlossen wurde, den gesamten Komplex bei offenen Türen zu verhandeln, was den Generaldirektor sehr verärgert. Doch kann er beruhigt werden, denn diese Öffentlichkeit besteht nicht aus einem Gericht, sondern aus einem Untersuchungsausschuss des Parlaments, der nach der Stärke der Parteien besetzt ist und in der Geschichte gibt es kein Beispiel, dass ein Untersuchungsausschuss der Regierung Schwierigkeiten gemacht hat.

## Produktion und Veröffentlichung
Der Fernsehfilm war für die Filmreihe Bonner Pitaval vorgesehen, wurde aber am 27. September 1962 zum ersten und einzigen Mal im Deutschen Fernsehfunk als normales Fernsehspiel gesendet.
Für die Dramaturgie war Aenne Keller verantwortlich.

## Kritik
Mimosa Künzel schrieb in der Neuen Zeit:

„Daß das Fernsehen wohl zu experimentieren weiß, bewies Professor Kauls neuestes Fernsehspiel „Wohl dem, der lügt“, das Pitaval-Regisseur Wolfgang Luderer in einer ganz dem satirischen Stück gemäßen, eigenwilligen Form anbot. Nicht Namen, sondern Typen wurden gestaltet und hoben gerade in dieser Anonymität das korrupte Unwesen der oberen Zehntausend in der bundesrepublikanischen Herrlichkeit hervor; die stilisierte Form von Sprache und Bühnenbild erfüllte zweifellos ihren entlarvenden Zweck.“

Die Zeitschrift Funk und Fernsehen der DDR bezeichnet den Film als eine „Komödie ganz anderer Art“ und schreibt weiter:

„Die Aktualität der Handlung, die sich in unmittelbarster Gegenwart im heutigen Westdeutschland, als ein Korruptionsskandal in höchsten Kreisen abspielt, diktierte dem Autor andere Stilmittel zu Verdeutlichung der Wesensgesetze dieser Gesellschaft. Der spezielle Skandal wird zum demonstrativen Prinzip gesteigert durch eine überhöhte szenische Aktion …“